# Детмеч
Детмеч (енгл. DeathMatch - у преводу „смртна борба") је веома чест начин игре (мод) у FPS видео-играма. Циљ детмеча је убити што већи број противника до одређеног услова, најчешће одређеног броја убистава или временског ограничења. Када се постигне услов, проглашава се крај борбе, а победник је играч са највећим бројем убистава.
Појам се највероватније први пут појавио у игри Doom, а касније и у играма Quake и Unreal Tournament.